# Danepteryx manca
Danepteryx manca är en insektsart som beskrevs av Philip Reese Uhler 1889. Danepteryx manca ingår i släktet Danepteryx och familjen sköldstritar. Inga underarter finns listade i Catalogue of Life.